# B.L. Tijdenskanaal
Het B.L. Tijdenskanaal of Verenigd Kanaal is een waterweg van ongeveer 15,5 km in het oosten van de Nederlandse provincie Groningen.
Bij Veelerveen komen het Ruiten-Aa-kanaal en het Mussel-Aa-kanaal samen en vanaf daar gaan ze verder als B.L. Tijdenskanaal. Even ten zuiden van Rhederbrug komt het Veendiep, dat een doorgaande vaarverbinding vormt met de Westerwoldse Aa, in het kanaal uit. Het B.L. Tijdenskanaal loopt vervolgens langs het dorp Rhederbrug en gebied De Lethe, dat aan de oostzijde van Bellingwolde ligt. Hier loopt het kanaal zeer dicht langs de Duitse grens. De laatste vier kilometer van het kanaal ligt vooral op de oostelijke oever het bos op Houwingaham. Even ten zuiden van Bad Nieuweschans komt het kanaal uit in de Westerwoldse Aa. Het kanaal is in het verleden in gebruik geweest voor de vrachtscheepvaart, maar anno 2005 is het in gebruik voor de pleziervaart. De belangrijkste functie van het kanaal is echter de waterafvoer van Westerwolde.
Het B.L. Tijdenskanaal maakte deel uit van het kanalisatieplan voor Westerwolde. Dit plan is gemaakt door de waterbouwkundige A.J.H. Bauer in opdracht van de Vereniging ter bevordering der kanalisatie van Westerwolde in 1893. Belangrijk initiatiefnemer voor deze vereniging was Boelo Luitjen Tijdens, een herenboer in Nieuw Beerta en Tweede Kamerlid. Westerwolde had begin 20e eeuw enorm te lijden van wateroverlast. Deze was het gevolg van de ontginning en vervening van het Bourtangermoeras. Dit moeras temperde oorspronkelijk door de opzuigende werking van het veen de wisseling van de waterstanden in de beekjes Ruiten-Aa en Mussel-Aa. Doordat het grotendeels afgegraven was kregen ze een zeer onregelmatig debiet. Boelo Tijdens streefde de aanleg van kanalen na in Westerwolde en oostelijk Oldambt waarmee het overtollige water snel kon worden afgevoerd en Westerwolde voor scheepvaart toegankelijk zou worden. In 1905 begon de uitvoering van het plan en 1911 werd het B.L. Tijdenskanaal aangelegd. In het kanaal kwam één sluis te liggen: de Vriescheloostersluis. Bij deze sluis werd voor Boelo Tijdens een monument opgericht.

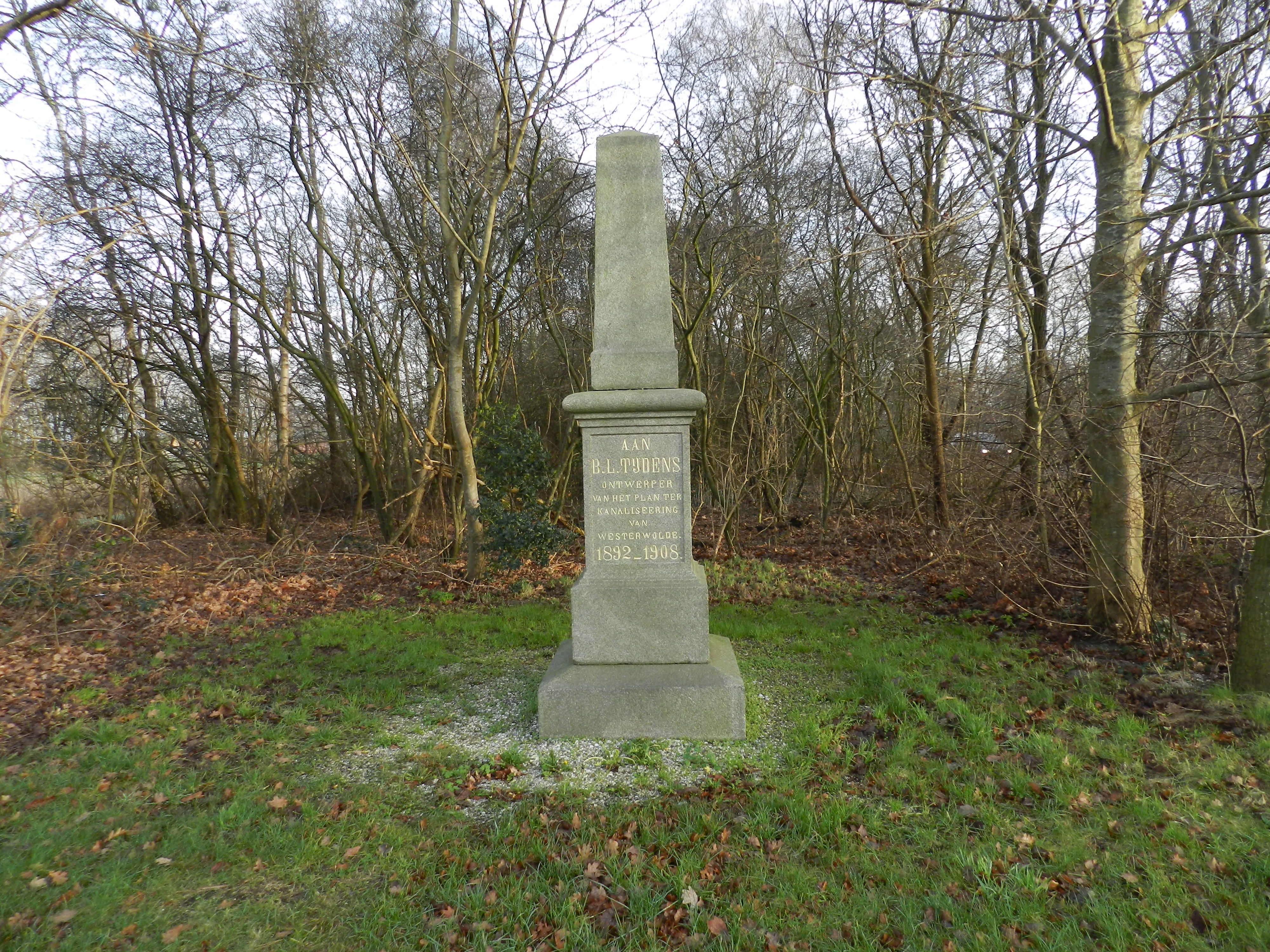
Gedenknaald B.L. Tijdens
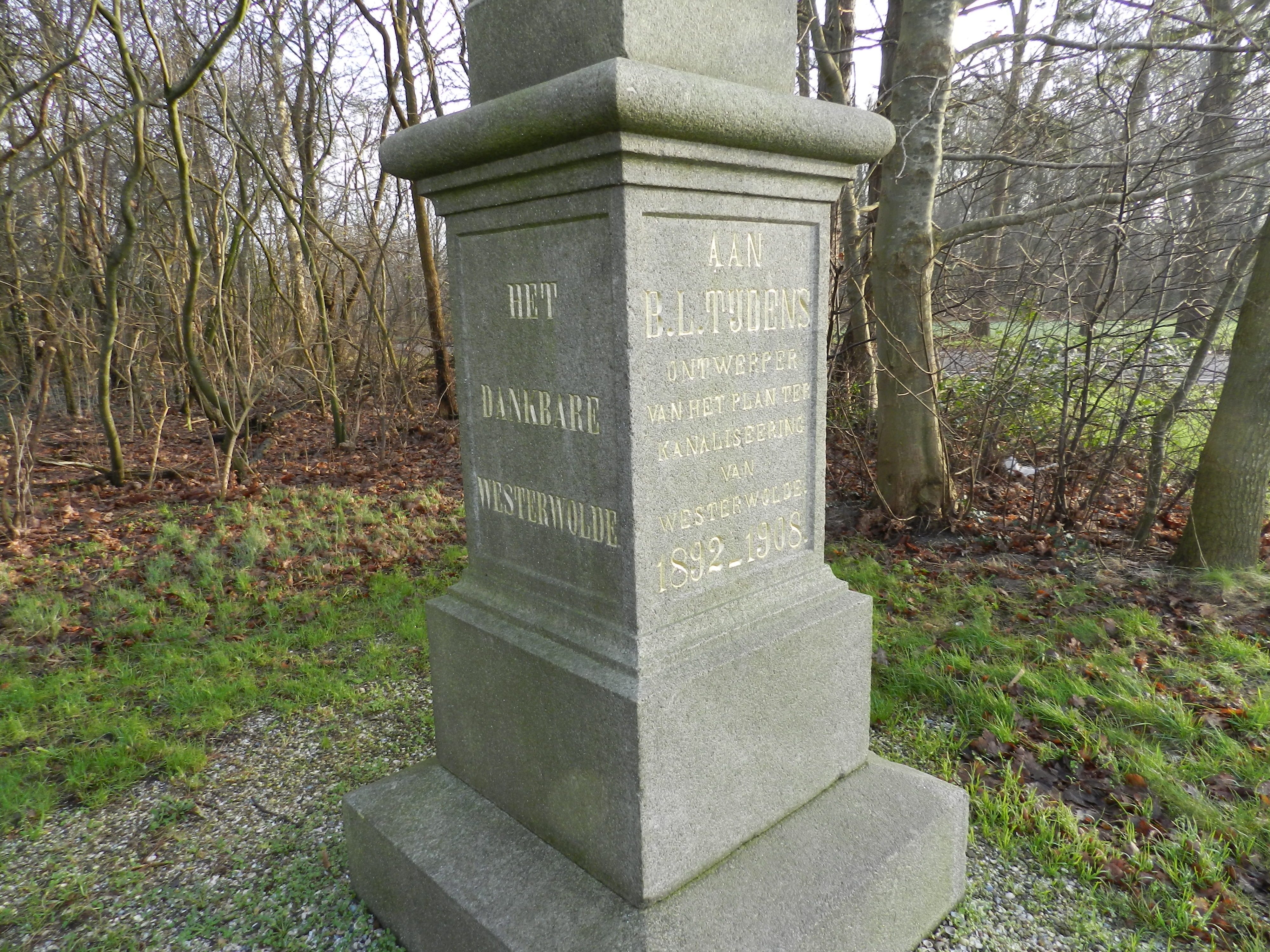
Gedenknaald B.L. Tijdens

Na de Tweede Wereldoorlog verloor het kanaal zijn functie voor de scheepvaart en werd het ervoor afgesloten. De waterweg werd aangepast en de Friescheloostersluis werd vervangen door een stuw ten noorden van Veelerveen. Ten bate van de ontwikkeling van het toerisme in Oost Groningen is het in de jaren negentig weer opengegaan voor de pleziervaart met een beperkte hoogte. Twee vaste bruggen hebben een maximale doorvaarthoogte van 2,50 meter. De stuw bij Veelerveen kreeg een zelfbedieningssluis.
Bij Veelerveen ligt over de samenvloeiing van het Ruiten-Aa-kanaal en het Mussel-Aa-kanaal een opvallende fietsbrug, de Noabers Badde of Mercedesbrug die uit drie armen bestaat waardoor alle drie de oevers bereikbaar zijn.
Op 19 januari 2006 werd bekendgemaakt dat een consortium van bedrijven in de buurt van Bellingwolde een testfaciliteit, de IJkdijk voor "elektronische dijken" gaat aanleggen langs het B.L. Tijdenskanaal. In een elektronische dijk zitten sensoren die o.a. druk, verplaatsing en vochtigheid meten. Op grond van deze gegevens kan dan beoordeeld worden in hoeverre er gevaar dreigt. Het is de bedoeling dat dergelijke gegevens met behulp van de metingen in deze dijk geijkt gaan worden. Een van de initiatiefnemers is de Noordelijke Ontwikkelings Maatschappij, die hoopt dat bedrijven uit het noorden van Nederland met behulp van deze dijk opdrachten uit buiten- en binnenland kunnen verwerven. De andere initiatiefnemers zijn TNO Informatie- en Communicatietechnologie uit Groningen, STOWA, Deltares, IDL, Rijkswaterstaat en waterschap Hunze en Aa's.

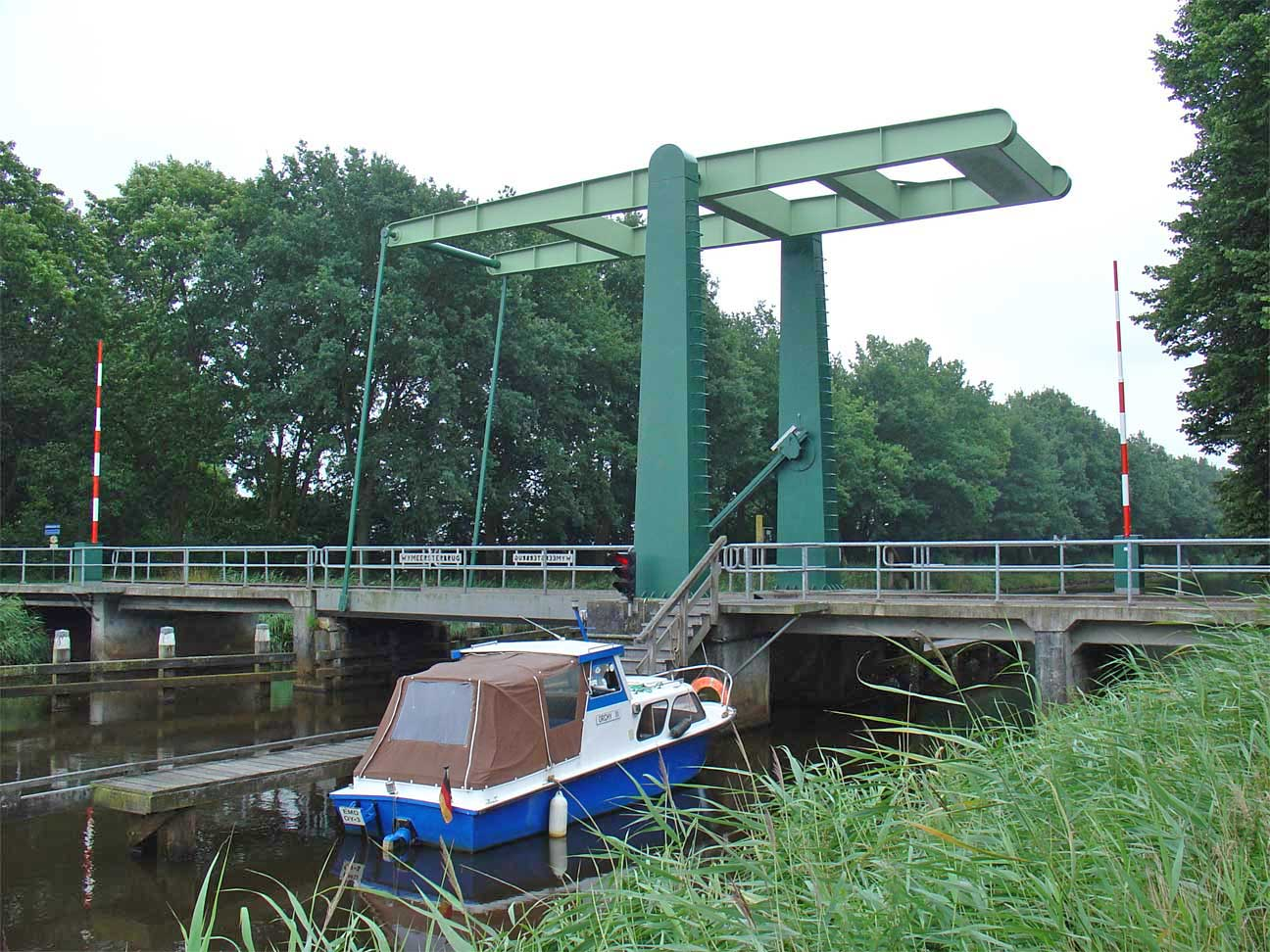
Wymeersterbrug
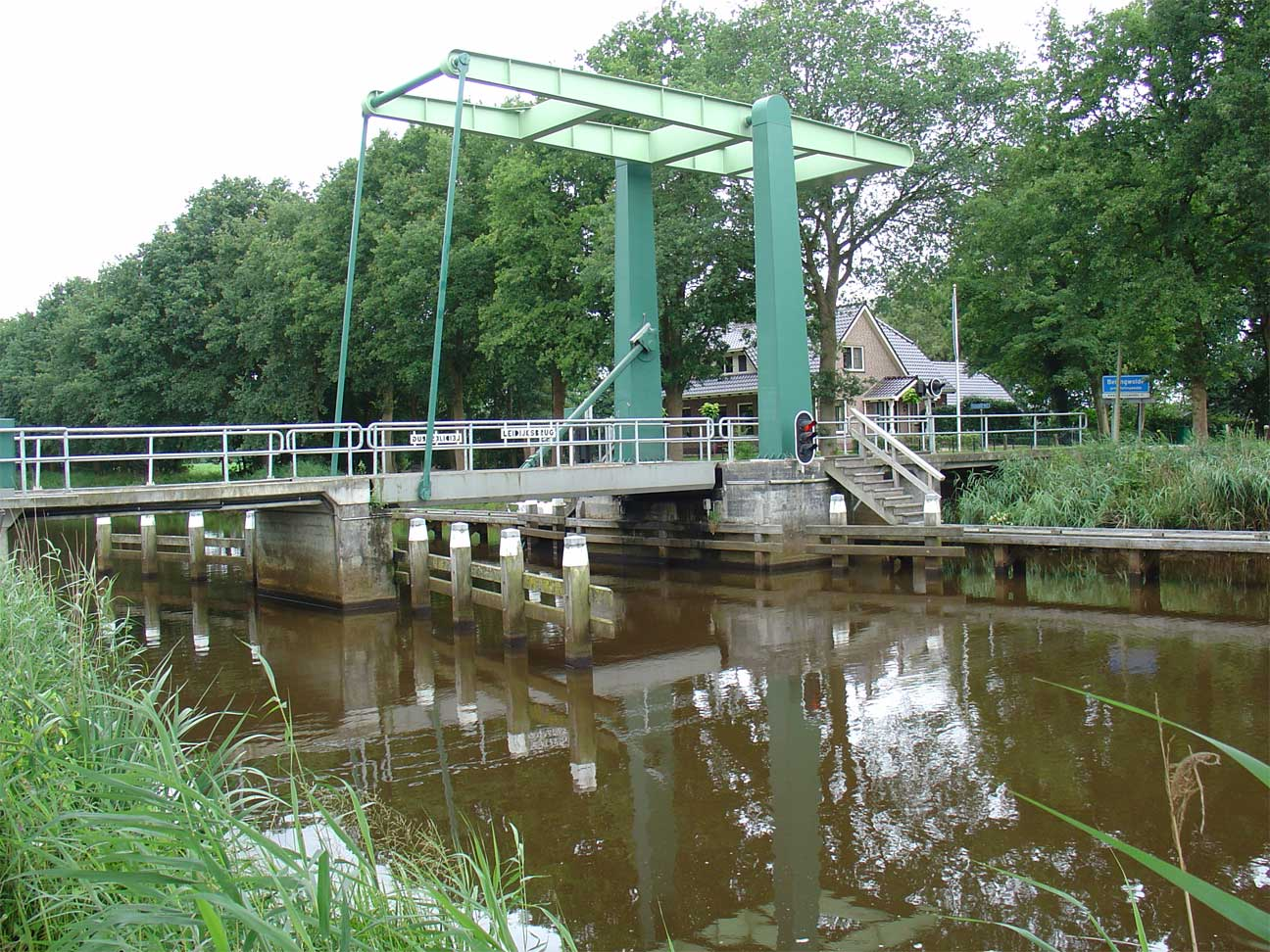
Leidijksbrug
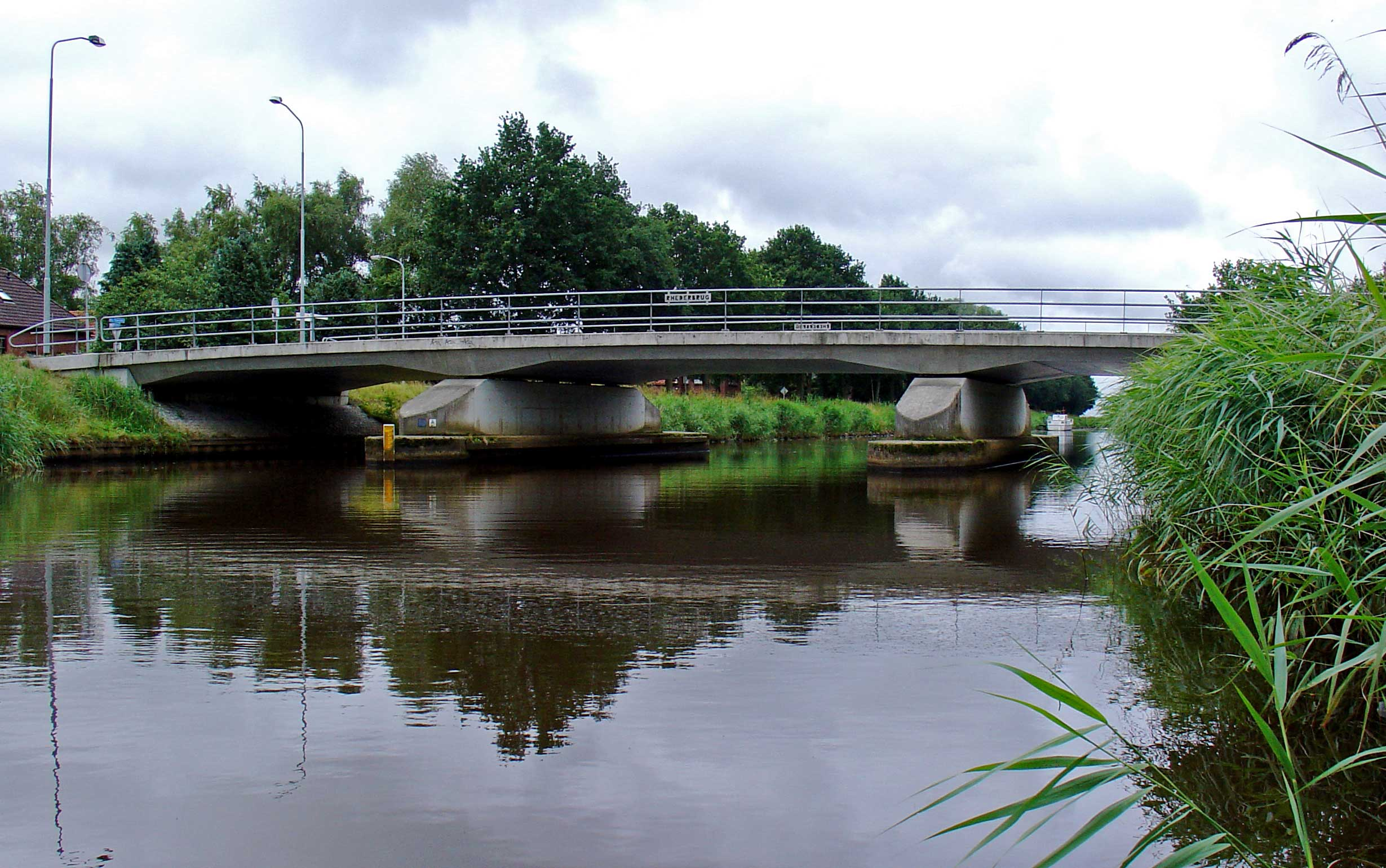
Rhederbrug